# Kaddish
Ne doit pas être confondu avec Kiddouch.
Le kaddich (transcription française commune) ou qaddich ou kaddish (hébreu : קדיש qaddich, « sanctification ») est l'une des pièces centrales de la liturgie juive.
Cette prière a pour thème la glorification et sanctification du nom divin, en référence à l'une des visions eschatologiques d'Ézéchiel.
Plusieurs versions en existent dans la liturgie, la plus connue étant celle des endeuillés, bien que le Kaddish ne comporte aucune allusion aux morts ni à leur résurrection.
De nombreux points communs avec les prières chrétiennes, notamment  le Notre Père, semblent indiquer que des formes orales primitives ou voisines du kaddish ont pu les influencer.

## Lekaddichdans les sources juives

### Dans la Bible hébraïque
Il n'y a pas dans la lecture du Texte selon le sens simple (peshat) de trace explicite d'une prescription de réciter le kaddish dans la Bible hébraïque. Cependant, certains rabbins y voient une allusion dans le verset Lv 22,32 (« [...] afin que je sois sanctifié au milieu des enfants d'Israël »).

### Dans le Talmud
Le Kaddich est mentionné à plusieurs reprises dans des récits talmudiques:
- T.B Berakhot 3a

« Il a été enseigné : 
Rabbi Yossi a dit : un jour, je me promenais sur le chemin, et je suis entré dans une ruine parmi les ruines de Jérusalem afin de prier. Vint Eliyahou le prophète de souvenir béni, qui se posta à la porte (et m'attendit) jusqu'à ce que j'aie fini ma prière. Après que j'ai fini ma prière, il me dit :'Paix sur toi, Rabbi' et je lui dis :'Paix sur toi, Rabbi et mon maître'.
Il me dit:'mon fils, à cause de quoi as-tu pénétré dans cette ruine?'; je lui dis:'pour prier'[...]
Il me dit :'mon fils, quelle voix as-tu entendue dans cette ruine ?' et je lui dis :'j'ai entendu un écho roucoulant comme une colombe, disant: Malheur aux fils par les péchés desquels J'ai détruit Ma maison, brûlé Mon autel et les ai éloignés au sein des nations.
Il me dit :'Sur ta vie et la vie de ta tête, ce n'est pas en cette seule heure qu[e l'écho de voix] dit cela, mais chaque jour, trois fois par jour; non seulement cela, mais à l'heure où Israël entre dans les synagogues et les maisons d'étude, et répondent Yèhè shèmè hagadol mevorakh, le Saint, béni soit-Il hoche la tête et dit :'Heureux le Roi qu'on acclame ainsi dans Sa maison, qu'a-t-Il, le Père qui a éloigné Ses enfants parmi les étrangers ?' »

- T.B Sotah 49a

« Rabbi Shimon ben Gamliel dit au nom de Rabbi Yehoshoua : Depuis le jour où le Saint Temple a été détruit,etc. (cf. Isaïe 2).
Rava a dit :Chaque jour, la malédiction augmente, [...], et par quel mérite le monde peut-il survivre ? Par la Kedousha et par le Yèhè shèmè rabba de la aggada [c'est-à-dire du Kaddish deRabbanan, prière de sanctification de la congrégation des hommes]. »

Ces récits suggèrent l'ancienneté de la récitation du Kaddish, Rabbi Yossi le Galiléen, étant un contemporain de la  destruction du second Temple de Jérusalem. Cette prière se dit à l'époque en hébreu, et se fait dans les maisons de prière et d'étude.
Dans la seconde aggada, postérieure à la destruction du Temple, le kaddich se dit en araméen, et est crédité d'une importance capitale pour la survie (spirituelle) du monde depuis la destruction du Second Temple. Non seulement console-t-il Dieu, « endeuillé » de la chute de Jérusalem et la Judée, mais c'est sur lui que repose l'espoir et la croyance en Dieu, prononcé collectivement et dans un esprit de sainteté, afin d'amener la réalisation de la prophétie d'Ezéchiel.
Selon la Jewish Virtual Library, « Le Kaddish était originellement récité non par les endeuillés, mais les rabbins lorsqu'ils finissaient leur sermon, les après-midis de Shabbat, et plus tard, lorsqu'ils finissaient l'étude d'une section de midrash ou d'aggada. Cette pratique se développa en Babylonie, où la plupart des gens ne comprenaient que l'araméen, et où les sermons se donnaient en araméen, de sorte que le Kaddish se disait dans la langue vernaculaire, et qu'il est toujours dit en araméen de nos jours.
Ce Kaddish DeRabbanan est encore dit après avoir étudié un midrash, une aggada, ou après les avoir lus comme part intégrante de l'office. Il diffère du Kaddish habituel, car incluant une prière pour les rabbins, savants, érudits, et leurs disciples.
Bien que tout le monde puisse réciter ce Kaddish, il est devenu coutume pour les endeuillés de réciter le Kaddish DeRabbanan en plus du Kaddish des endeuillés. »
Le Kaddish des endeuillés, du rabbin et le Kaddish complet terminent tous avec une supplique pour la paix, rédigée en Hébreu et tirée de la Bible.

## Versions du Kaddich
Les diverses versions du Kaddich sont :
- 'Hatzi Kaddish (חצי קדיש) – Littéralement « Demi-Kaddish », parfois désigné comme Kaddish abrégé ou Kaddish Le'ela (קדיש לעלא)
- Kaddish Yatom (קדיש יתום) – Littéralement « Kaddish de l'orphelin », mais plus souvent référé sous le nom de Kaddish avelim (קדיש אבלים), le « Kaddish des endeuillés » ou Kaddish Yehe Shelama Rabba (קדיש יהא שלמא רבא)
- Kaddish Shalem (קדיש שלם) – Littéralement, « Kaddish complet », dit aussi « Kaddish de l'officiant » ou Kaddish Titqabbal (קדיש תתקבל)
- Kaddish deRabbanan (קדיש דרבנן) – Littéralement « Kaddish des Rabbins » ou Kaddish al Yisrael (קדיש על ישראל)
- Kaddish a'har Haqevoura (קדיש אחר הקבורה) – Littéralement « Kaddish après l'enterrement », aussi nommé Kaddish deIt'hadata (קדיש דאתחדתא), car אתחדתא est l'un des premiers mots distinctifs de cette variante. 
En présence d'un minyan, cette version est également prononcée lors du siyoum (cérémonie de complétion de l'étude d'une parasha, d'un traité mishnaïque, talmudique ou halakhique), et est donc imprimée à la fin de la plupart des traités.
- La Jewish Encyclopedia mentionne encore un Kaddish Ya'hid, « Kaddish individuel ». Ce serait donc le seul Kaddish ne nécessitant pas de minyan[4].

Le 'Hatzi Kaddish constitue la version la plus simple du Kaddish (avec quelques passages supplémentaires dans le Kaddish a'har Haqevoura). Les premiers mots des formules qui suivent cette déclaration de base ont conduit à leur attribuer les noms sous lesquels ils sont connus aujourd'hui.
Les Kaddish, tels qu'apparaissant dans les services, sont récités selon une cantillation qui varie en fonction de la version ainsi que de l'office lui-même. Alors que le 'Hatzi Kaddish peut être dit rapidement, le Kaddish des Endeuillés est récité lentement et contemplativement.

### Texte des Kaddishim
Cette section inclut le demi-Kaddish, le Kaddich complet, le Kaddich des endeuillés et de Rabbanan. Les variantes du Kaddich après l'enterrement font l'objet d'une section séparée. Les translittérations correspondent seulement à la prononciation séfarade.
| # | Traduction française                                              | Transcription                                 | Araméen / Hébreu                |
| --- | ----------------------------------------------------------------- | --------------------------------------------- | ------------------------------- |
| 1 | Magnifié et sanctifiéb soit le Grand Nom.a                        | Yitgaddal vèyitqaddash sh'meh rabba           | יִתְגַדַל וְיִתְקַדַשׁ שְמֵהּ רַבָא.           |
| 2 | dans le monde qu'il a créé selon sa volonté                       | Bè'alma di vèrah khir'outeh                   | בְעָלְמָא דִי בְרָא כִרְעוּתֵהּ             |
| 3 | et puisse-t-il établir son royaume                                | vèyamlikh malkhouteh                          | וְיַמְלִיךְ מַלְכוּתֵהּ                   |
| 4 | puisse sa salvation fleurir et qu'il rapproche son oint.ad        | veytzmakh pourqaneh viqarev meshi'heh         | וְיַצְמַח פֻרְקָנֵהּ וִיקָרֵב מְשִיחֵהּ         |
| 5 | de votre vivant et de vos jours                                   | be'hayekhon ouv'yomekhon                      | בְחַיֵיכוֹן וּבְיוֹמֵיכוֹן               |
| 6 | et [des jours] de toute la Maison d'Israël                        | ouv'hayei dekhol bet Israël                   | וּבְחַיֵי דְכָל בֵית יִשְרָאֵל             |
| 7 | promptement et dans un temps proche ; et dites Amena.             | bè'agala ouvizman qariv ve'imrou amen         | בַעֲגָלָא וּבִזְמַן קָרִיב. וְאִמְרוּ אָמֵן     |
| Les deux lignes suivantes sont répondues par l'assemblée des fidèles, avant d'être reprises par l'officiant : |                                                                   |                                               |                                 |
| 8 | Puisse son grand nom être béni                                    | yèhè sh'meh rabba mevarakh                    | יְהֵא שְמֵהּ רַבָא מְבָרַךְ                |
| 9 | à jamais et dans tous les temps des mondes.                       | le'alam oulèal'mè 'almayya                    | לְעָלַם וּלְעָלְמֵי עָלְמַיָא               |
| 10 | Béni et loué et glorifié et exalté,                               | Yitbarakh vèyishtabba'h vèyitpa'ar vèyitromam | יִתְבָרַךְ וְיִשְתַבַח וְיִתְפָאַר וְיִתְרוֹמַם     |
| 11 | et élevé et vénéré et élevé et loué                               | vèyitnassè vèyithaddar vèyit'alè vèyit'hallal | וְיִתְנַשֵא וְיִתְהַדָר וְיִתְעַלֶה וְיִתְהַלָל     |
| 12 | soit le nom du Saint (transcendant), béni soit-il.a               | sh'meh dèQoudsha, berikh hou.                 | שְמֵהּ דְקֻדְשָא בְרִיךְ הוּא.             |
| 13 | au-dessus (et au-dessusc) de toutes les bénédictions              | l'eëlla (ouleëlla mikol) min kol birkhata     | לְעֵלָא (וּלְעֵלָא מִכָל) מִן כָל בִרְכָתָא    |
| 14 | et cantiques, et louanges et consolations                         | vèshirata tushbe'hata vènèkhèmata             | וְשִירָתָא תֻשבְחָתָא וְנֶחֱמָתָא            |
| 15 | qui sont dites dans le monde ; et dites Amen.a                    | da'amiran bèal'ma ve'imrou amen               | דַאֲמִירָן בְעָלְמָא. וְאִמְרוּ אָמֵן         |
| Le 'Hatzi Kaddish finit ici.                                                                                  |                                                                   |                                               |                                 |
| Le Kaddish complet (Titqabbal) continue par :                                                                 |                                                                   |                                               |                                 |
| 16 | eQue soient reçues (acceptées) les prières et supplications       | Titqabbal tz'lotèhone ouva'out'hone           | תִתְקַבֵל צְלוֹתְהוֹן וּבָעוּתְהוֹן          |
| 17 | de toute la Maison d'Israël                                       | dekhol bet Israël                             | דְכָל בֵית יִשְרָאֵל                   |
| 18 | devant leur Père qui est au ciel, et dites Amen.a                 | qodam avouhon divishmayya, vè'imrou amen      | קֳדָם אֲבוּהוֹן דִי בִשְמַיָא וְאִמְרוּ אָמֵן   |
| Le Kaddish des Rabbanim inclut:                                                                               |                                                                   |                                               |                                 |
| 19 | Pour Israël et ses rabbanim et leurs étudiants (disciples)        | 'al Israël vè'al rabbanane vè'al talmidehone  | עַל יִשְרָאֵל וְעַל רַבָנָן וְעַל תַלְמִידֵיהוֹן |
| 20 | et tous les étudiants de leurs étudiants                          | vè'al kol talmideï talmidèhone                | וְעַל כָל תַלְמִידֵי תַלְמִידֵיהוֹן.        |
| 21 | et tous ceux qui s'affairent dans la Torah                        | vè'al kol maan di'os'kine bi'orayta           | וְעַל כָל מָאן דְעָסְקִין בְאוֹרַיְתָא.      |
| 22 | ici et en tout autre lieu                                         | di bè'atra hadein vèdi bèkhol atar vè'atar    | דִי בְאַתְרָא הָדֵין וְדִי בְכָל אֲתַר וַאֲתַר. |
| 23 | que soit [instaurée] sur eux et vous une paix abondante,          | yèhè lèhone oul'khone sh'lama rabba           | יְהֵא לְהוֹן וּלְכוֹן שְלָמָא רַבָא         |
| 24 | la faveur et la grâce et la miséricorde et une vie longue         | 'hinna vè'hisda vè'ra'hameï vè'hayyeï arikheï | חִנָא וְחִסְדָא וְרַחֲמֵי וְחַיֵי אֲרִיכֵי      |
| 25 | une large subsistance et le salut                                 | um'zoneï rèvi'heï oufourqana                  | וּמְזוֹנֵי רְוִיחֵי וּפורְקָנָא            |
| 26 | de la part de leur Père aux cieux [et sur terre];                 | min qodam avouhon di'vishmayya [vè'ar'a]      | מִן קֳדָם אֲבוּהוּן דְבִשְמַיָא [וְאַרְעָא]    |
| 27 | et dites Amen.a                                                   | vè'imrou amen                                 | וְאִמְרוּ אָמֵן                       |
| Toutes les variantes, sauf le 'Hatzi Kaddish concluent par les lignes suivantes :                             |                                                                   |                                               |                                 |
| 28 | eQu'il y ait une grande paix venant du Ciel,                      | Yehe sh'lama rabba min shemayya               | יְהֵא שְׁלָמָה רבָּא מִן שְׁמַיָּא,           |
| 29 | [ainsi qu']une [bonne] vie                                        | [vè]'hayyim [tovim]                           | [וְ]חַיִּים [טוֹבִים]                 |
| 30 | et la satiété, et la salvation, et le réconfort, et la sauvegarde | vèsava viyshou'a vènè'hama vèshèzava          | וְשָבָע וִישׁוּעָה וְנֶחָמָה וְשֵׁיזָבָה        |
| 31 | et la guérison, et la rédemption et le pardon et l'expiation      | ourefou'a ougue'oulla ousli'ha vekhappara     | וּרְפוּאָה וּגְאֻלָּה וּסְלִיחָה וְכַפָּרָה,      |
| 32 | et le soulagement et la délivranced                               | vèrèva'h vèhatsala                            | וְרֵוַח וְהַצָּלָה                      |
| 33 | pour nous et pour tout son peuple f Israël, et dites Amen.a       | lanou oulèkhol 'amo Israël vè'imrou amen      | לָנוּ וּלְכָל עַמּוֹ יִשְרָאֵל וְאִמְרוּ אָמֵן.   |
| 34 | eCelui qui établit la paix dans ses hauteurs,                     | 'Osse shalom bimeromav                        | עוֹשֶה שָׁלוֹם בִּמְרוֹמָיו,              |
| 35 | l'établisse [dans sa miséricorde] parmi nous                      | hou [bèra'hamav] ya'asse shalom 'alenou       | הוּא [בְּרַחֲמָיו] יַעֲשֶֹה שָׁלוֹם עָלֵינוּ,   |
| 36 | et sur tout [son peuple] Israël, et dites Amen.a                  | vè'al kol ['amo] Israël, vè'imrou amen        | וְעַל כָּל [עַמּוֹ] יִשְרָאֵל וְאִמְרוּ אָמֵן.   |

### Texte du Kaddich d'enterrement
Dans le Kaddish deIt'haddata, les lignes 2 et 3 sont remplacées par ce qui suit :
| #  | Traduction française                                     | Transcription                          | Araméen / Hébreu         |
| -- | -------------------------------------------------------- | -------------------------------------- | ------------------------ |
| 37 | dans le monde qui sera renouvelé                         | Be'alma dèhou 'atid lè'it'haddata      | בְּעָלְמָא דְהוּא עָתִיד לְאִתְחַדָּתָא  |
| 38 | et [où] Il ressuscitera les morts                        | oul'a'haya metaya                      | וּלְאַחֲיָאָה מֵתַיָא             |
| 39 | et les élèvera à la vie éternelle                        | oul'assaqa yathone lè'hayyey 'alma     | וּלְאַסָּקָא יָתְהוֹן לְחַיֵּי עָלְמָא   |
| 40 | et rebâtira la ville de Jérusalem                        | oulèmivnè qarta diYroushlem            | וּלְמִבְנֵא קַרְתָּא דִירוּשְׁלֵם      |
| 41 | et rétablira Son temple en son enceinte                  | oulèshakhlala heikh'leh bègavvah       | וּלְשַׁכְלָלָא הֵיכְלֵהּ בְּגַוַּהּ       |
| 42 | et retirera les cultes (idolâtres) étrangers de la terre | oulmè'qar poul'hana noukhra'a mèar'a   | וּלְמֶעְקַר פֻּלְחָנָא נֻכְרָאָה מְאַרְעָא |
| 43 | et le service céleste reprendra                          | oulaatava poul'hana dishmayya li'atreh | וּלַאֲתָבָא פֻּלְחָנָא דִשְׁמַיָּא לְאַתְרֵהּ |
| 44 | et le Saint, béni soit-Il, régnera                       | vèyamlikh qoudsha bèrikh hou           | וְיַמְלִיךְ קֻדְשָׁא בְּרִיךְ הוּא     |
| 45 | dans Sa royauté et Sa splendeur...                       | b'malkhuteh viqareh                    | בְּמַלְכוּתֵהּ וִיקָרֵהּ            |